# Rimbertikirche

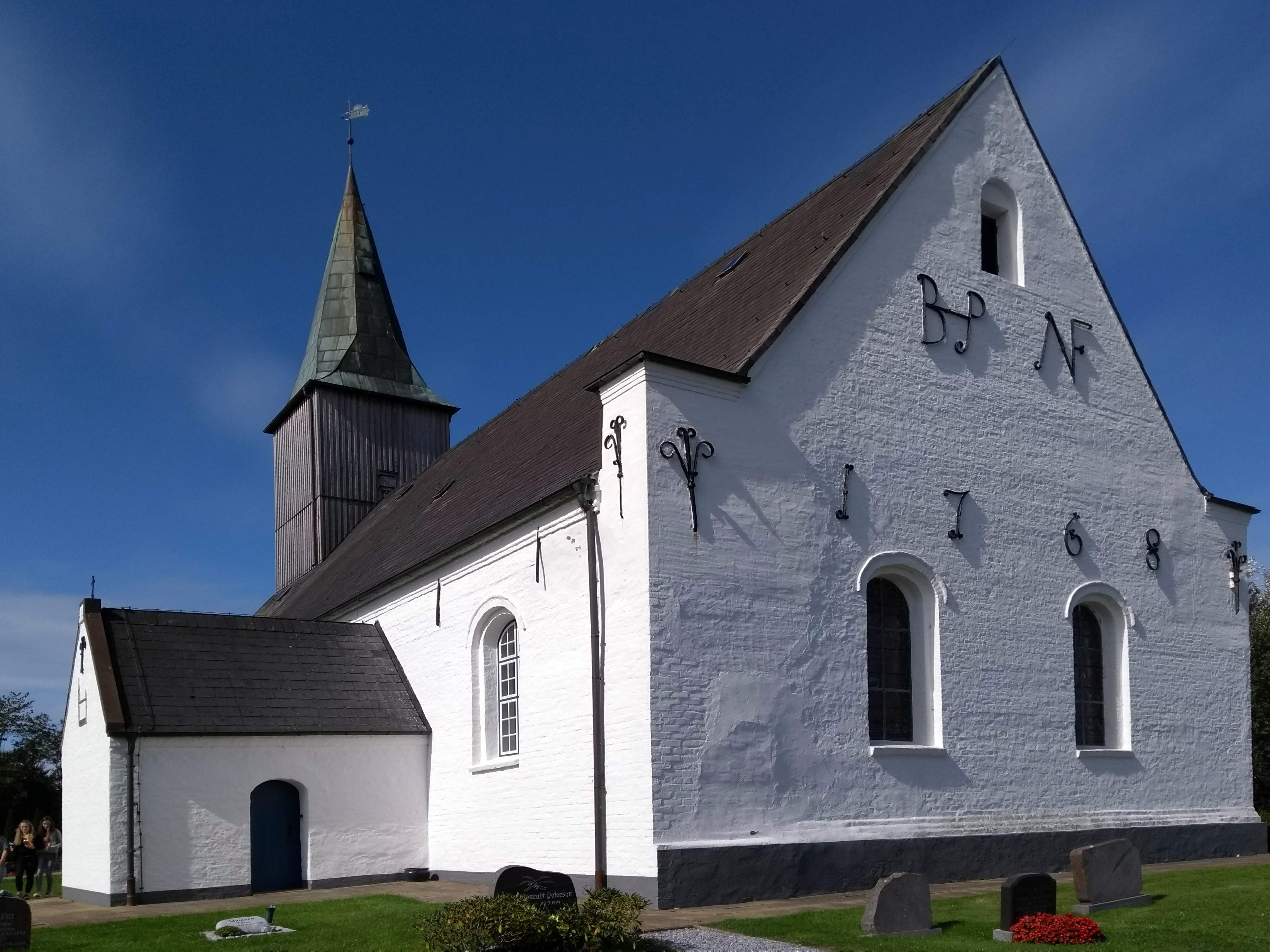
Die 1768 erbaute Rimbertikirche in Emmelsbüll von SO – sichtbar sind die Ostwand mit den Mauerankern und das Vorhaus vor der ehemaligen Priestertür

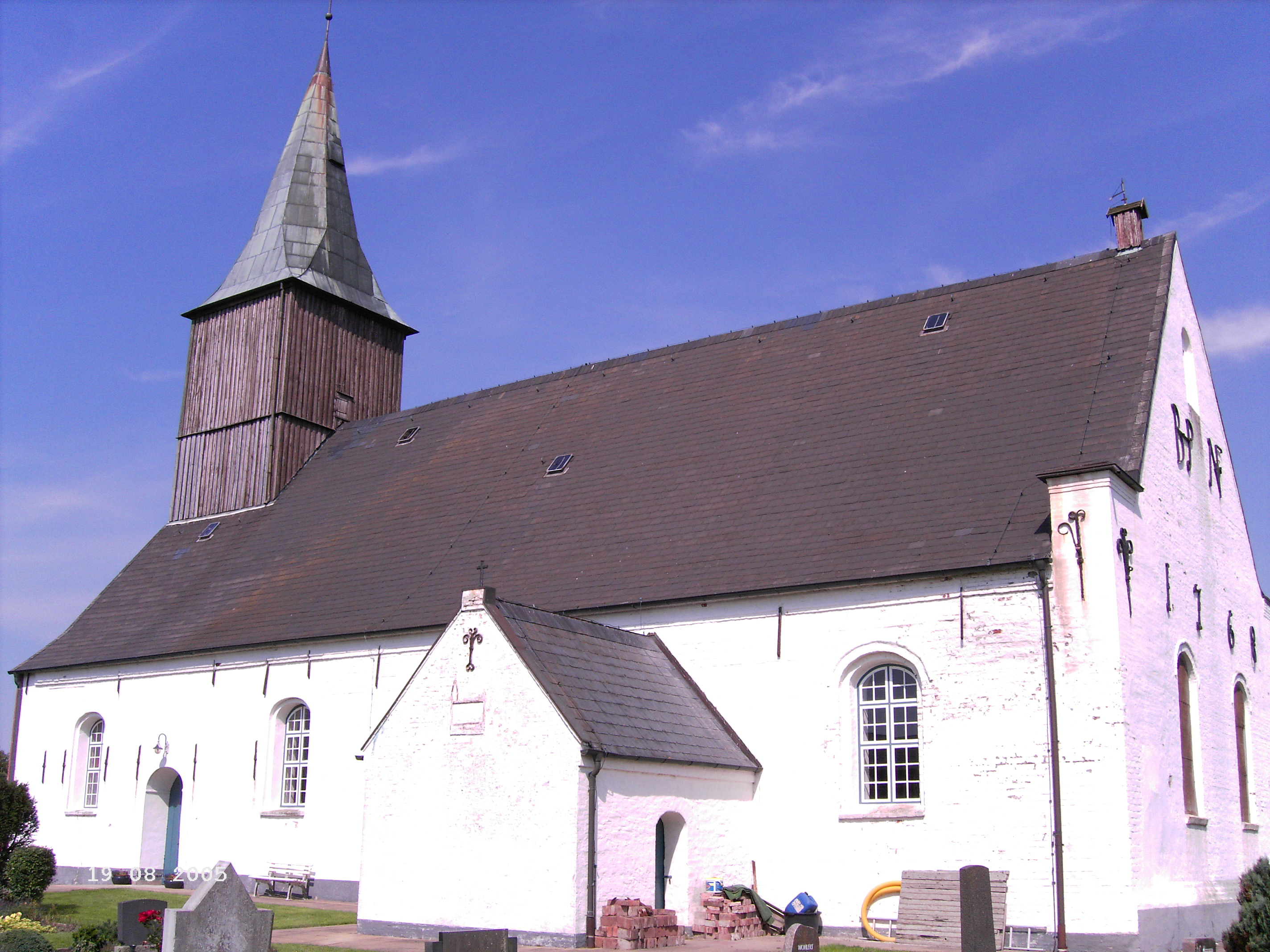
Die Rimbertikirche noch mit dem Rest des Dachreiters, 2005

Die Rimbertikirche ist eine 1768 erbaute Saalkirche im Ortsteil Emmelsbüll der Kommune Emmelsbüll-Horsbüll, Schleswig-Holstein. Die weißverputzte, rechteckige Saalkirche aus Backstein ersetzte eine mittelalterliche Kirche aus dem 13. Jahrhundert, deren Inventar zum großen Teil übernommen wurde und erhalten blieb. 1989 wurde sie nach Rimbert, einem der ersten Bischöfe des Erzbistums Hamburg-Bremen, benannt. Heute gehört sie zur evangelisch-lutherischen Kirchengemeinde Emmelsbüll-Neugalmsbüll.

## Geschichte

### Vorgängerbau
Der Ort Emmelsbüll ist 1231 erstmals im Waldemar-Erdbuch als Dorf in der Wiedingharde erwähnt. Die Existenz einer Kirche ist aus einem Verzeichnis des Schleswiger Bistums von 1240 nachgewiesen. Aus dieser Zeit stammt auch der Taufstein aus gotländischem Kalkstein. Ähnliche Taufsteine ließ der dänische König Waldemar II. auch in anderen von ihm neu gegründeten Kirchspielen aufstellen. Also ist davon auszugehen, dass im ersten Drittel des 13. Jahrhunderts eine erste Kirche in Emmelsbüll errichtet wurde. Sie war vermutlich dem Heiligen Petrus geweiht, wie aus einem Schreiben von Papst Alexander VI. vom 4. Februar 1500 hervorgeht: Dort ordnete der Papst an, dass der Priester Johannes Petri von Föhr parochialis ecclesia S. Petri Emensbul als Pfründe erhalten solle.
Der Vorgängerbau der heutigen Kirche befand sich etwas weiter westlich des heutigen Baus auf einer Warft. Über sein Aussehen ist nicht viel mehr überliefert, als dass er deutlich kleiner war als der heutige Bau und aus rotem Backstein teilweise im Klosterformat, teilweise in kleinerem Format bestand. 1768 musste die alte Kirche wegen Baufälligkeit niedergelegt werden.

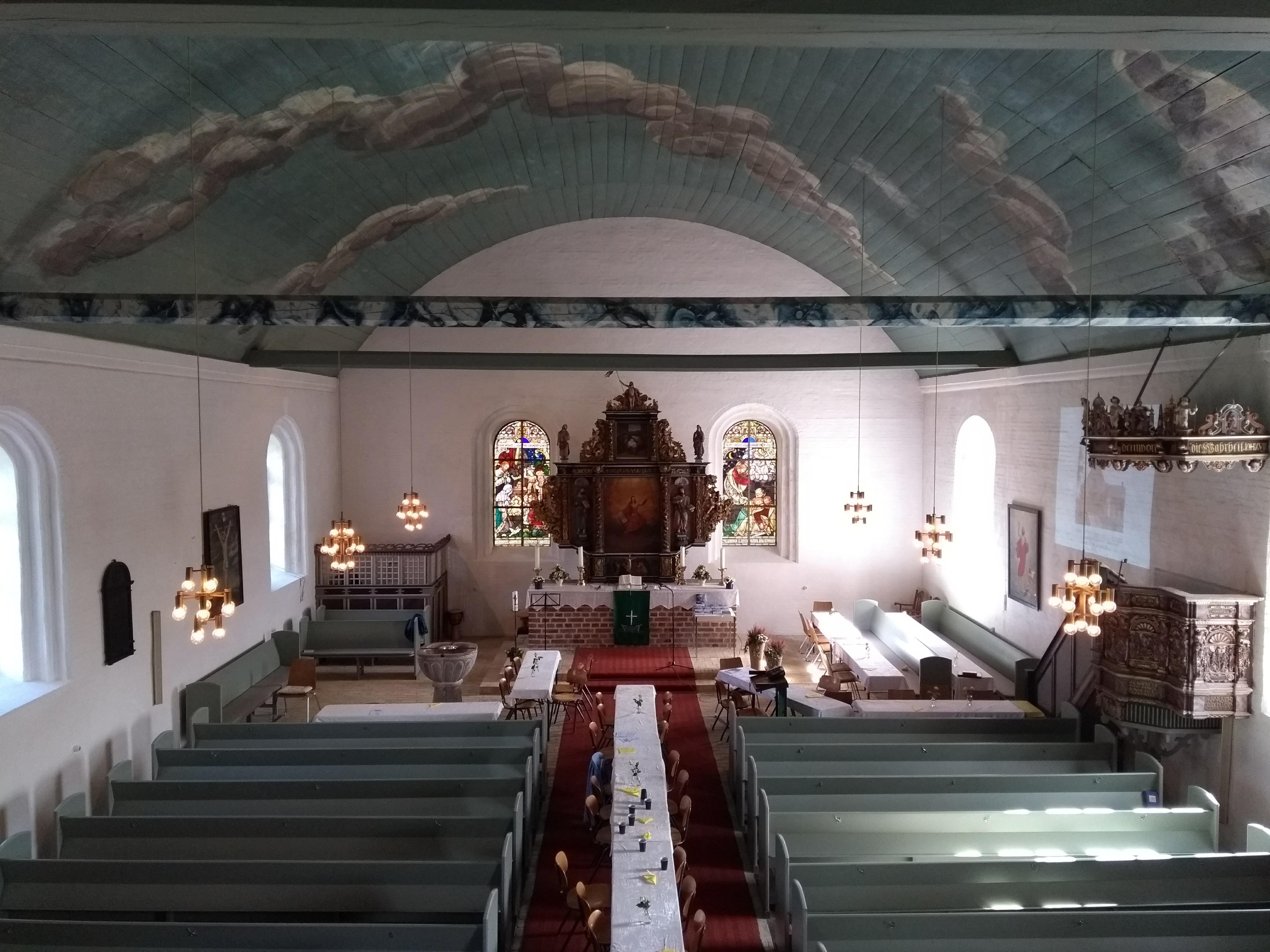
Blick von der Empore zum Altar – anlässlich des 250. Jubiläums am 9. September 2018 aufgenommen

### Kirchenneubau 1768
Der Neubau wurde am höchsten Punkt der langgestreckten Dorfwarft etwas östlich der alten Kirche errichtet. In der Form ist sie eine etwas kleinere Kopie der 1729 erbauten Niebüller Christuskirche, die allerdings keinen Turm hat. Der rechteckige barocke Saalbau ohne Chor und Apsis ist etwa 28 Meter lang und 11 Meter breit. Der zunächst mit Ziegeln ummantelte quadratische Turm mit Spitzhelm lastet direkt auf dem Westgiebel. Ursprünglich hatte die Kirche auch einen Dachreiter über dem Ostgiebel. Die Maueranker an der Ostseite zeigen die Jahreszahl 1768 sowie die Buchstaben BP und NF. Letztere verweisen auf den Tonderaner Propst Balthasar Petersen und auf Nicolaus Fabricius, der von 1728 bis 1771 Emmelsbüller Pastor war, als Bauherren. Süder- und Norderportal sowie die Priestertür mit Vorhaus stammen aus der Erbauungszeit und sind original erhalten. Für den Bau der neuen Kirche wurden teilweise Ziegel des Vorgängerbaus verwendet.
Im Inneren ist der Kirchensaal von einem hölzernen Tonnengewölbe überwölbt. Die Bretter dazu wurden, wie das Rechnungsbuch ausweist, über Südwesthörn aus Sylt eingeführt. Es sind Schiffsplanken aus Strandgut. Bei der Renovierung 1993 konnte nachgewiesen werden, dass die Planken mit Salzwasser getränkt waren. Die drei großen Balken, von denen der mittlere noch das Original ist, kamen als Ballast aus Norwegen. Als Fußboden zwischen den Bänken wurden die heute noch vorhandenen gelben Ziegel lose auf dem Erdboden verlegt und mit Sand bestreut.
Am 11. Juni 1769 wurde die Kirche in Gegenwart des Amtmanns von Tondern, Ulrich Adolph Graf von Holstein, geweiht. Die Wetterfahne trägt das Jahr der Weihe und ein Spiegelmonogramm des dänischen Königs Christian VII., der als Herzog von Schleswig das Landesherrliches Kirchenregiment innehatte. Das Vorhaus vor der Priesterpforte war zu diesem Zeitpunkt noch nicht fertiggestellt. Auch die Westempore wurde erst in den folgenden Jahren eingezogen. Insgesamt fanden in dem sehr eng aufgestellten Gestühl, das teilweise nicht einmal Rückenlehnen besaß, über 600 Menschen Platz.
1777 wurde die Kirche ausgemalt. Die Emporenbrüstung erhielt 16 Bilder, 12 Szenen aus der Leidenszeit Christi und die vier Evangelisten. Das Tonnengewölbe wurde mit Wolken bemalt. Der „Himmel“ wurde mehrfach übermalt und erst in den 1990er Jahren wieder freigelegt. Ursprünglich waren die Farben wohl ähnlich kräftig wie der mittlere, noch originale Balken. Taufstein, Kanzel und Altar wurden in die neue Kirche übernommen. Zumindest der Taufstein wurde dem neuen Umfeld farblich angepasst: Noch um 1902 trug er eine ähnliche Marmorierung wie der Deckenbalken.
Über die Anschaffung der ersten Glocke, die noch aus der alten Kirche stammte, ist nichts erwähnt. Sie musste um 1700 und noch einmal 1777 umgegossen werden. 1873 wurde sie durch eine Stahlglocke ersetzt.

### Spätere Baumaßnahmen
Der Salzgehalt der Luft nur wenige Kilometer von der Nordsee entfernt und Stürme führten dazu, dass das Baumaterial besonders der Westwand sehr angegriffen wurde. 1874 wurde das Bleidach durch Schiefer ersetzt. 1935 wurde die steinerne Verkleidung des Turmes abgetragen und durch eine Holzverschalung ersetzt. 1954 bis 1959 fand eine große Renovierung statt, bei der die Wände isoliert und die zuvor ziegelrote Kirche auch außen weiß verputzt wurde. Den Dachreiter, der mehrfach Stürmen zum Opfer gefallen war, ersetzte 1967 ein Pfahl, der 2005 ebenfalls abgetragen werden musste. 2000–2018 fanden wieder Renovierungsarbeiten statt.

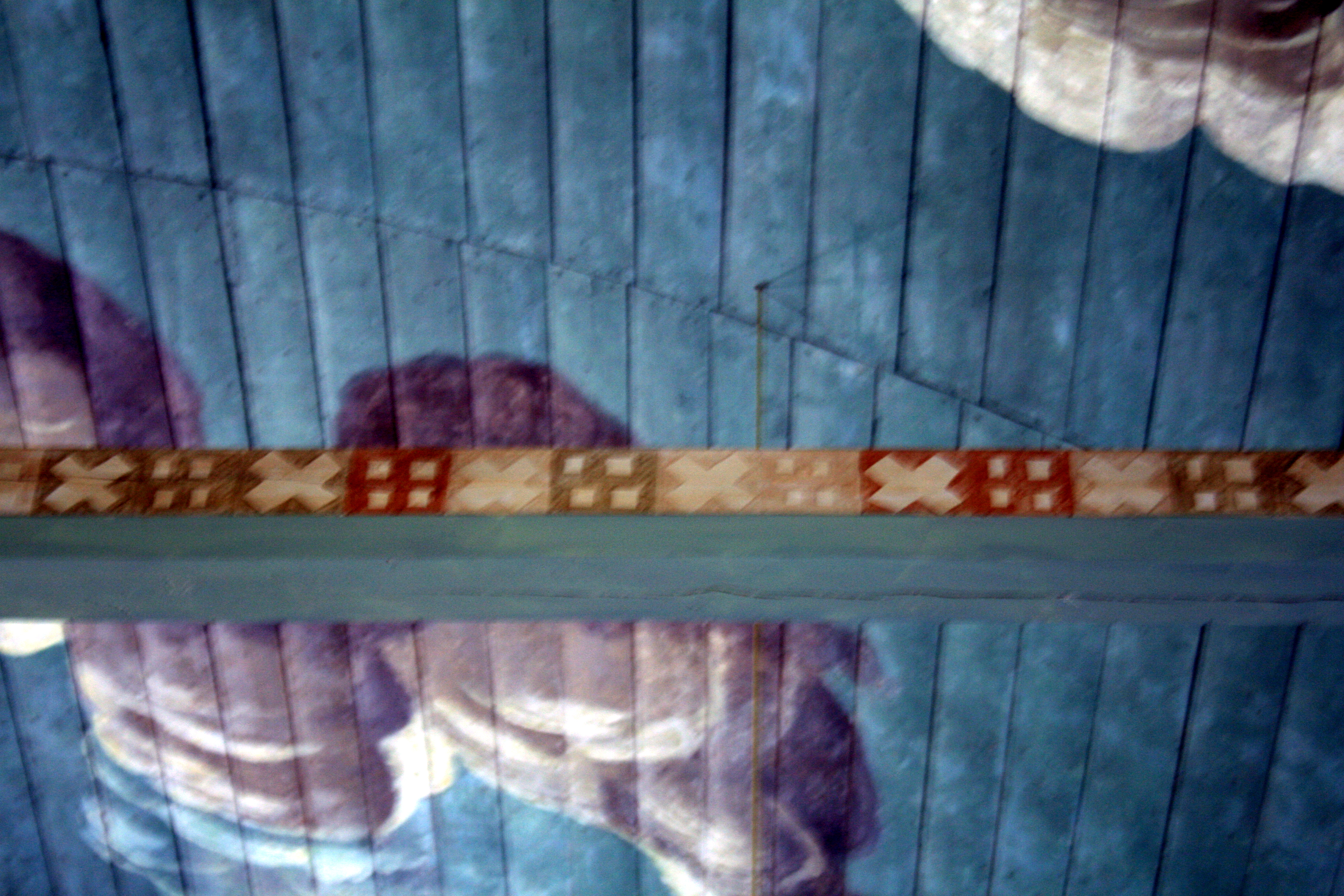
Rest der Bemalung von 1959

Im Inneren wurde 1854 das Tonnengewölbe neu verputzt und weiß übertüncht. Im Zuge der großen Renovierung in den 1950er Jahren wurde der Kirchenraum verkleinert, indem unter der Empore eine Wand eingezogen wurde, so dass ein Vorraum für das Denkmal der Gefallenen des Ersten Weltkriegs und eine Leichenhalle gewonnen wurden. Das Tonnengewölbe wurde mit einem geometrischen Muster ausgemalt. Das alte Gestühl wurde durch neue, bequemere Bänke ersetzt und der Fußboden unter Beibehaltung der ursprünglichen Ziegel erneuert. Bei dieser Renovierung wurde auch das Altarbild erneuert. 1993 machte bröckelnder Putz von der Decke eine erneute Renovierung nötig. Dabei wurde die ursprüngliche Bemalung des Gewölbes wiederentdeckt und restauriert.

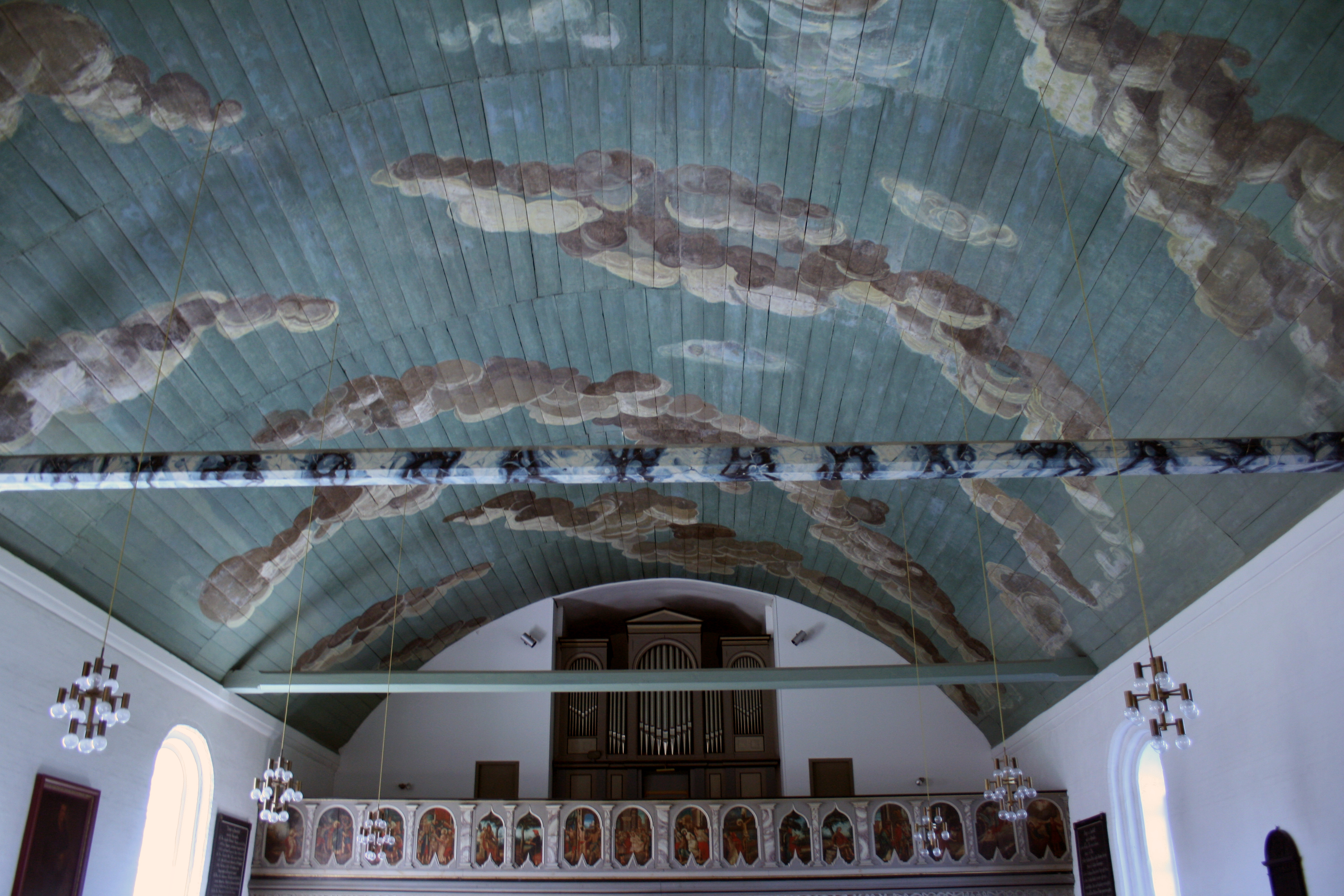
Orgelempore (Zustand bis 2021)

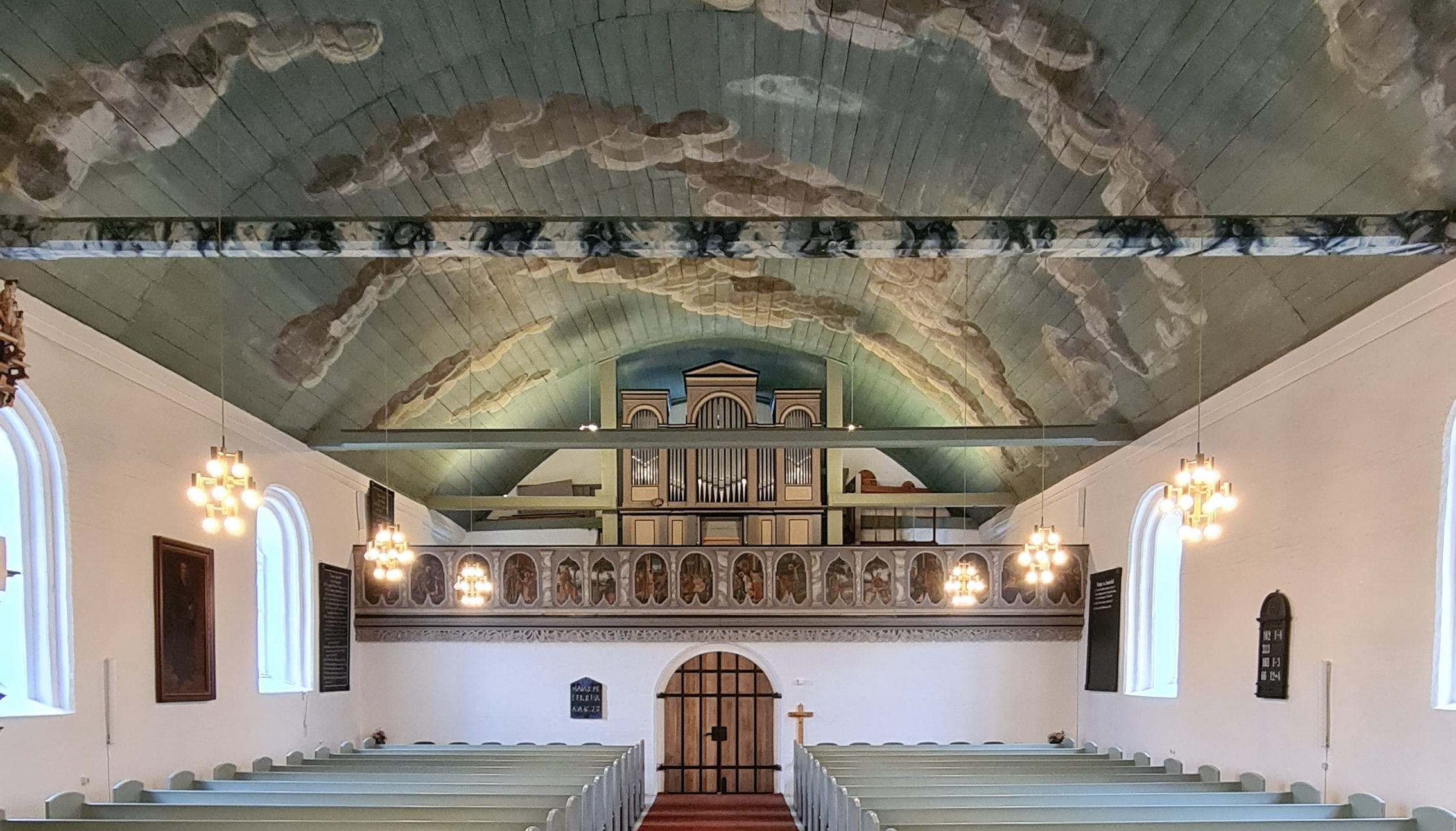
Orgelempore nach Umbau 2021

Im Jahre 2021 wurden die beiden in den 1950er Jahren eingebauten Seitenwände neben der Orgel zurückgebaut sowie ein neuer Treppenaufgang auf die Empore geschaffen. Seitdem steht die Orgel wieder frei auf der Empore und die alte Balganlage ist nun aus dem Raum sichtbar.

## Inventar
Mit Taufstein, Kanzel und Altar wurde das meiste Inventar der 1768 neu erbauten Kirche aus dem Vorgängerbau übernommen. Neu angeschafft wurde der Großteil des Gestühls, von dem nur noch das auch als Beichtstuhl verwendete Gestühl des Pastors und seiner Familie links vom Altar an der Ostwand erhalten ist. Zum Reformationsjubiläum 1918 schenkte die Kommunalgemeinde der Kirche eine Lutherdarstellung, die neben den Pastorentafeln an der Seitenwand der Kirche hängt. An der Westwand sind der 1699 eingeführte Klingelbeutel und ein Hutständer von 1677 ausgestellt. Die beiden Glasfenster neben dem Altar stifteten 1922 die nach Amerika ausgewanderten Söhne des verstorbenen langjährigen Kirchendieners Siegfried Schwensen. Rechts ist die Geburt Christi dargestellt, links sein Gebet im Garten Gethsemane.

### Die Emmelsbüller „Judensau“

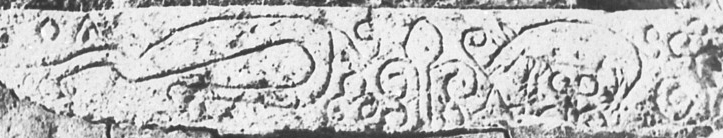
Mittelalterlicher ehemaliger Türsturz mit Abbildung eines Lindwurms und eines Schweines, möglicherweise einer Judensau

Im Vorraum wird ein Türsturz aus der alten Kirche mit eingeritzten Tierdarstellungen aufbewahrt. Der Granitblock diente bis zur Renovierung in den 1950er Jahren als Trittstein vor dem Norderportal. Die nur schwer zu erkennenden groben Ritzzeichnungen auf zwei Seiten stammen von ungefähr 1200 und sind damit möglicherweise sogar älter als der Vorgängerbau. Zu erkennen sind links eine langgestreckte Figur, möglicherweise ein Lindwurm, und rechts ein Eber mit gebogenen Hauern. Beides waren wichtigen Tiere in der germanischen Mythologie. Der Türsturz diente demnach ähnlich wie Drachen und Monster an den Portalen der etwa zeitgleichen skandinavischen Stabkirchen, an Kapitellen und Tympana romanischer Kirchen und an den Füßen von Taufsteinen, Neidköpfe oder auch die Wasserspeier vieler mittelalterlicher Kirchen in Mitteleuropa als Apotropaion zur Abschreckung böser Geister.
Hans Thomas Carstensen und Wolfgang Henningsen meinten dagegen unter dem Schwein zwei menschliche Figuren zu erkennen. Nach ihrer Ansicht handelt es sich um die älteste bekannte Judensau-Darstellung, älter als das auf 1230 datierte Säulenkapitell in Brandenburg an der Havel. Der Lindwurm verkörpert nach dieser Deutung das Heidentum, das wie auch das Judentum als Bedrohung des christlichen Glaubens angesehen wurde.

### Taufstein

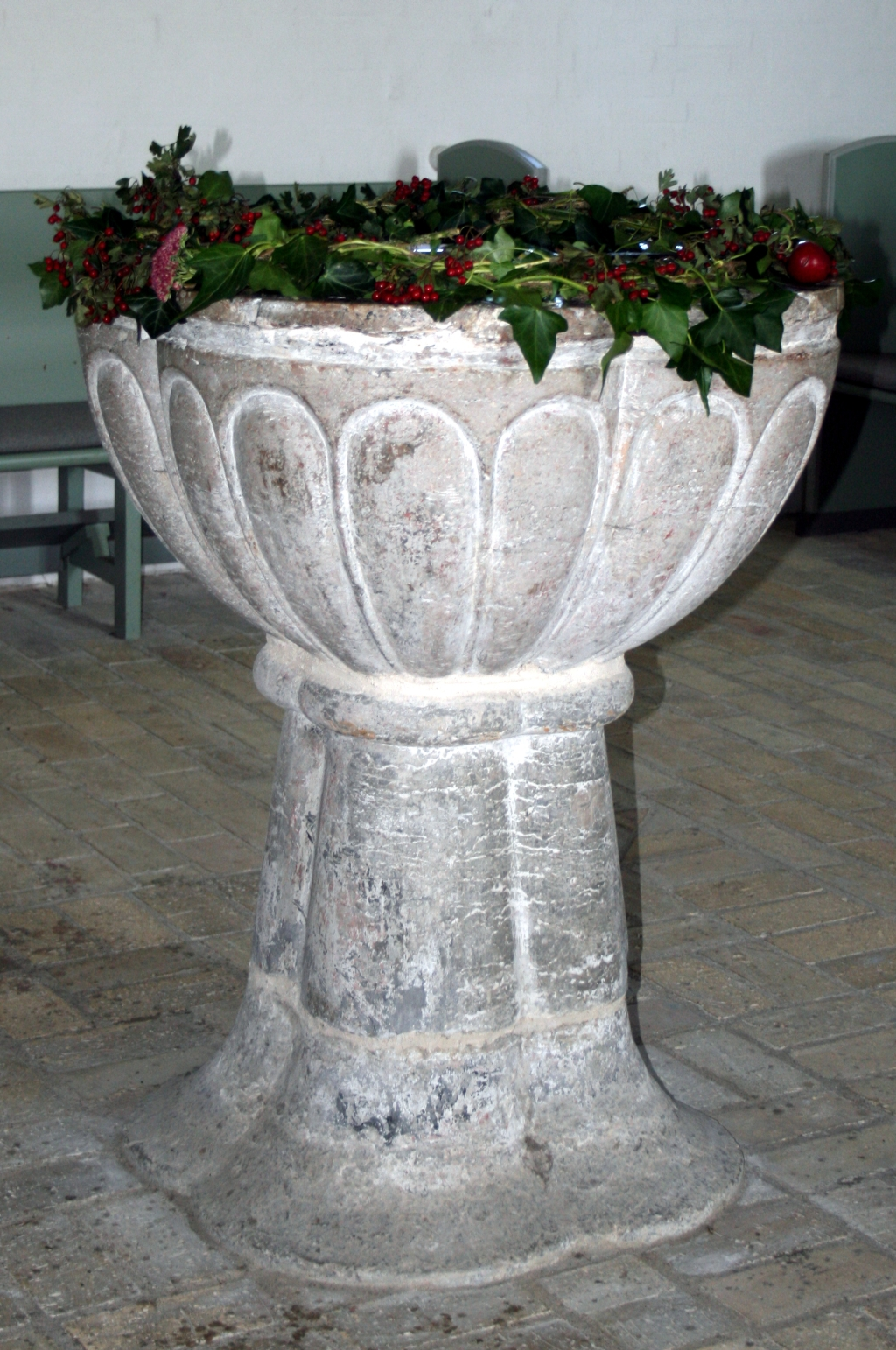
Mittelalterlicher Taufstein aus gotländischem Kalkstein

Der Taufstein aus Kalkstein stammt aus Gotland. Die schlichte Muschelkuppa ist typisch für den Anfang des 13. Jahrhunderts. Der Vierpassquerschnitt symbolisiert ein Kreuz. Im Stein sind Reste von Fossilien zu erkennen. Es sind auch noch Farbreste der Bemalung von 1777 zu sehen, als der Stein passend zu den Deckenbalken mit blaugrauer Marmorierung versehen wurde. Der Taufstein ist innen mit Blei verkleidet, um ein Versickern des Wassers im porösen Stein zu verhindern, denn es war üblich, dass das zu Ostern geweihte Taufwasser das ganze Jahr über im Taufbecken blieb. Ein hölzerner Deckel, der das Wasser vor Verschmutzung schützte, ist auf älteren Bildern zu sehen, aber nicht mehr erhalten. Heute trägt der Stein eine Halterung für ein kleines Taufbecken.

### Kanzel
Die Emporenkanzel im Stil der Spätrenaissance wurde 1625 gestiftet. Sie entstand in einer Werkstatt in Tondern nach dem Vorbild der Kanzel der dortigen Christkirche. Die grobgeschnitzten Reliefs sind farbenfroh bemalt. Die weiblichen Halbfiguren stellen die Tugenden Glaube, Hoffnung, Liebe, Gerechtigkeit, Weisheit, Stärke, Mäßigkeit und Milde dar. Zwischen den Hermenpilastern sind in sechs Reliefs Szenen aus dem Leben Jesu dargestellt, von links nach rechts Geburt, Taufe, Kreuzigung, Auferstehung, Himmelfahrt, Jüngstes Gericht. Jede Szene ist durch ein niederdeutsches Bibelzitat erläutert. Die Wappen am Fuß der Kanzel verweisen auf Christian Petrejus, Pastor zur Zeit der Stiftung der Kanzel, und auf die aus Eiderstedt gebürtigen geadelten Stifterfamilie Sönnichsen von Gut Toftum. Auf dem gleichzeitig entstandene Schalldeckel halten Putten Marterwerkzeugen. Der Kanzelaufgang wurde 1959 erneuert.

### Altar
Der Altar ist nach dem Vorbild des Altars der Tonderner Christkirche gestaltet, wenn auch viel kleiner und schlichter. Er ersetzte 1699 einen mittelalterlichen Altar. Das Schnitzwerk des Tonderaner Bildschnitzers Peter Petersen ist im Stil des Akanthusbarocks gehalten. Die Schnitzfiguren stellen die Evangelisten dar. Gekrönt ist der Altar von einer Figur des auferstandenen Christus.
Die sehr schlichten Gemälde stammen von Detlev Sünnichsen. Das ursprüngliche Bildprogramm zeigte in der Predella – als einziges noch am Originalplatz erhalten – das letzte Abendmahl, als Hauptbild die Kreuzigung und im Aufsatz die Grablegung. Bei der Kreuzigungsdarstellung, die seit 2002 an der Nordwand hängt, ist die Fingerhaltung des Gekreuzigten auffällig: Die drei gestreckten Finger der rechten Hand symbolisieren die Dreieinigkeit, die zwei gestreckten Finger der linken Hand die zwei Naturen Christi. Rechts vom Fuß des Kreuzes ist ein Straßendorf mit Kirche dargestellt, möglicherweise Emmelsbüll.
Der Altar wurde mehrfach umgestaltet. Bereits 1816 wurde das obere Bild übermalt. Die Christusfigur oben auf dem Altar schwenkt heute eine blau-weiß-rote schleswig-holsteinische Trikolore. Die ursprüngliche Siegesfahne wurde, da sie dem Danebrog ähnelte, nach dem Deutsch-Dänischen Krieg übermalt. 1900 malte der „Friesenmaler“ Carl Ludwig Jessen zwei neue Bilder für den barocken Altar: Eine Weihnachtsdarstellung im Aufbau und eine Himmelfahrt Christi als Hauptbild. Letzteres wurde bei der Renovierung 1959 durch ein aus Heide erworbenes barockes Ölgemälde ersetzt, das Christus als Weltenrichter mit Allongeperücke zeigt, da man das ursprüngliche Bild verschollen glaubte. Die beiden früheren Altarbilder galten als verloren und wurden erst 2001/2 wieder aufgefunden. Die Himmelfahrtsdarstellung von Jessen hängt nun an der Südwand. Gegenüber befindet sich das älteste Altarbild.

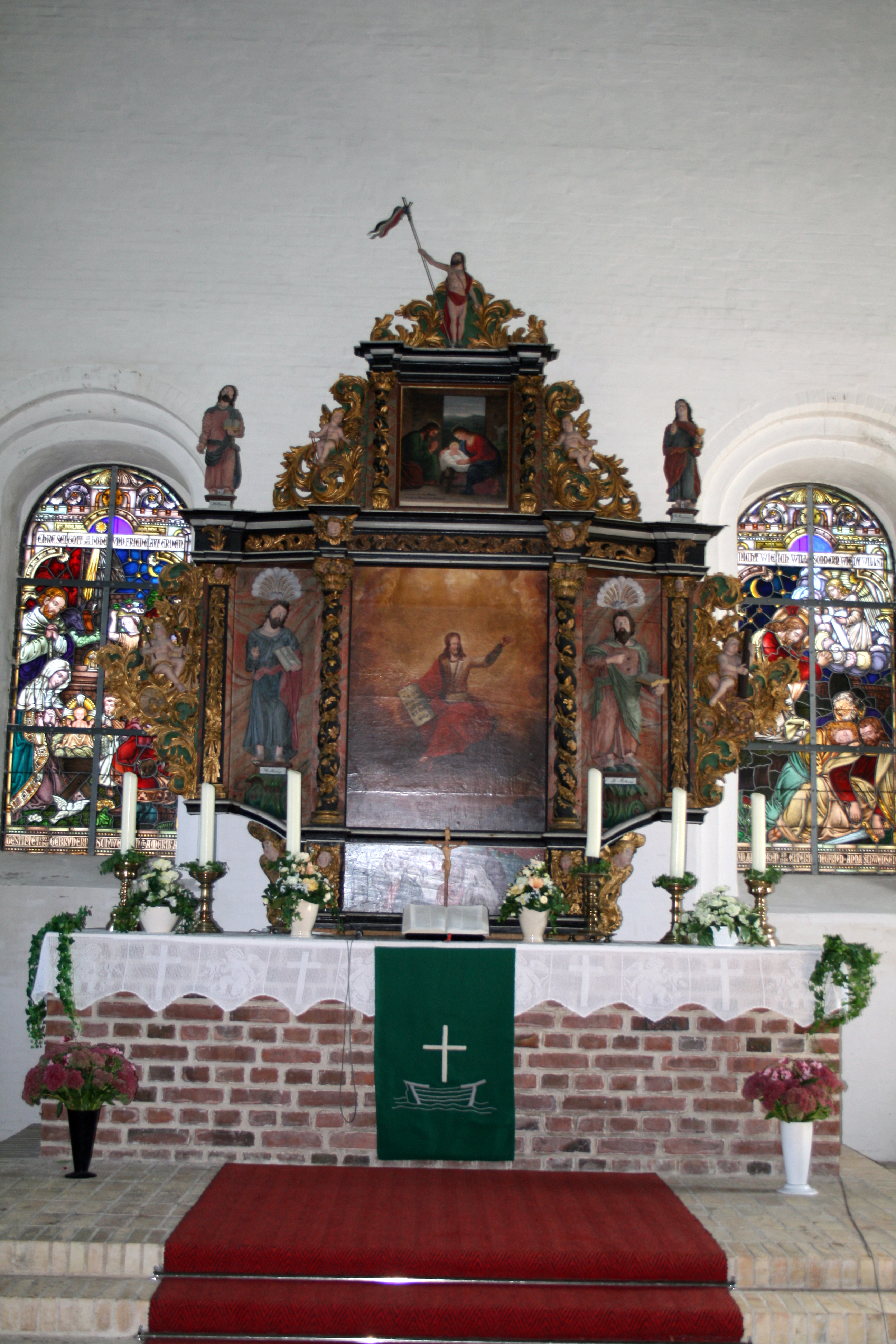
Altar im Zustand seit 1959
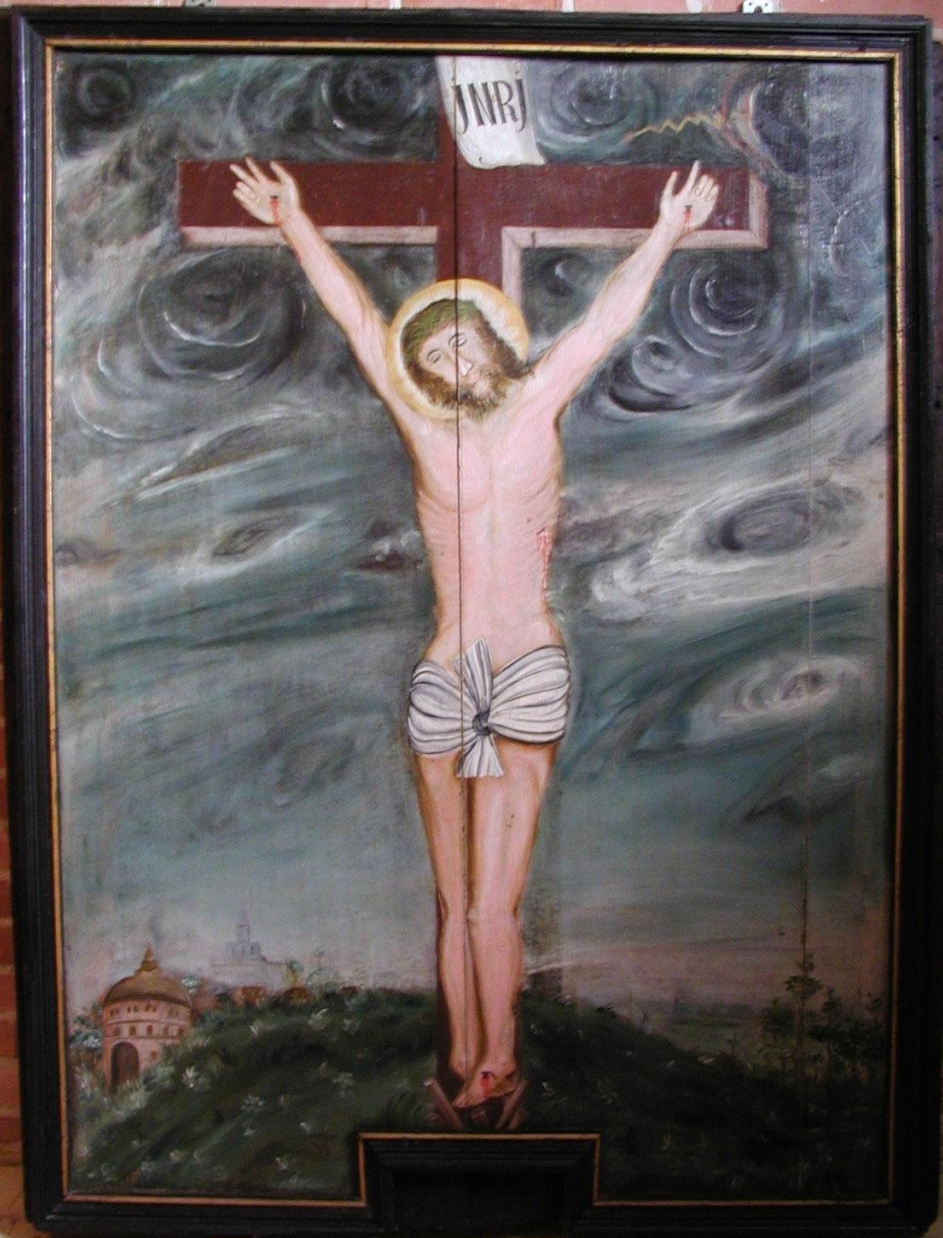
Ursprüngliches Altarbild von 1699
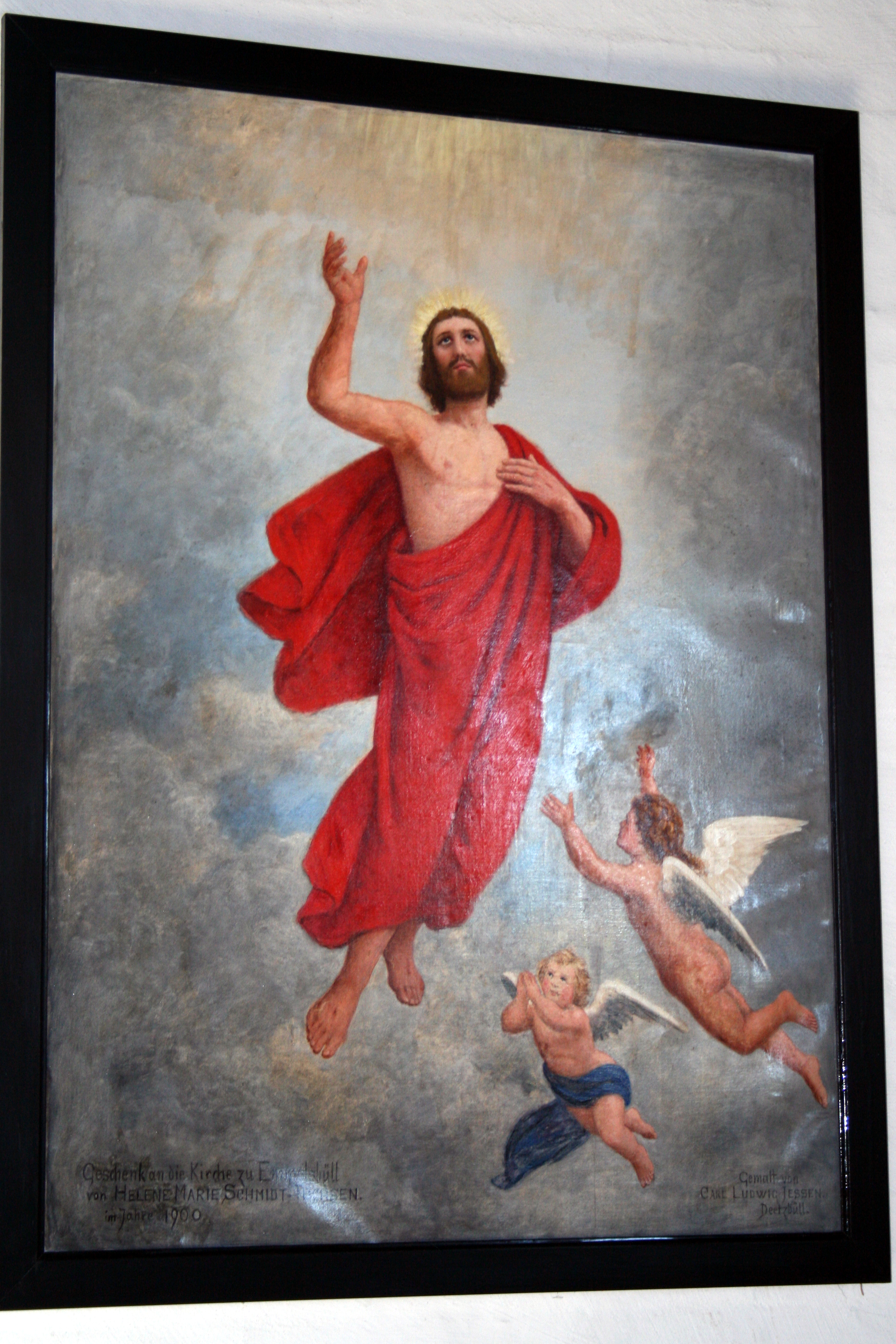
Altarbild von Carl Ludwig Jessen 1900

### Orgel
Die Marcussen-Orgel von 1874 war die erste Orgel der Wiedingharde. Die Orgel auf der Westempore hat ein Manual und Pedal und besitzt eine noch funktionstüchtige Kastenbalganlage. Im Zusammenhang mit der Erneuerung der zuvor sehr engen und steilen Treppe zur Empore wurde 2021 der seit dem Umbau in den 1950er Jahren weitgehend hinter einer Bretterwand verborgene Blasebalg wieder sichtbar gemacht. Die Orgel steht nun auch wieder frei im Raum.
Die Disposition lautet:
| Manual C– |                |        |
| 1.        | Bordun         | 16′    |
| 2.        | Prinzipal      | 08′    |
| 3.        | Gedackt        | 08′    |
| 4.        | Viola de Gamba | 08′    |
| 5.        | Octav          | 04′    |
| 6.        | Flöte          | 04′    |
| 7.        | Quinte         | 02 ⁄3′ |
| 8.        | Octav          | 02′    |

| Pedal C– |          |     |
| 09.      | Subbaß   | 16′ |
| 10.      | Octavbaß | 08′ |

## Pastorat
Das ebenfalls unter Denkmalschutz stehende Pastorat befindet sich nicht direkt an der Kirche, sondern etwas weiter östlich an der Dorfstraße. Es ist ein reetgedecktes Uthlandfriesisches Haus mit barocker Haustür. Über die Bauzeit ist nichts bekannt, nur dass Pastor Fabricius es bei seinem Dienstantritt 1727 baufällig vorfand und reparieren ließ. 1773 wurde es während der Amtszeit seines Nachfolgers Gotthelf Johannes Schmid unter Beibehaltung eines Teils der alten Baustruktur neugebaut und erweitert. Es beherbergt heute neben der Wohnung des Pastors der verbundenen Pfarrstellen Emmelsbüll-Neugalmsbüll, Horsbüll und Klanxbüll das Gemeindebüro und einen Gemeindesaal im ehemaligen Stall.

## Kirchenchronik

### Matthias Henck und dasArchivum
Die Kirchengemeinde Emmelsbüll besitzt zusätzlich zu alten Rechnungsbüchern eine Archivum genannte handgeschriebene Chronik, die 1703 vom damaligen Pastor Matthias Henck angelegt wurde. Henck trat seinen Dienst in Emmelsbüll 1693 an. Da es keine Aufzeichnungen seiner Vorgänger über die zum Pastorat gehörenden Ländereien und üblichen Abgaben und Gebühren gab, versuchten einzelne Gemeindeglieder ihm das ihm Zustehende vorzuenthalten. Auf Anregung des Tonderaner Propsten Samuel Reimarus begann Henck mit der Führung des Archivums, in dem er einerseits festhielt, was dem Pastor an Land, regelmäßigen Abgaben und Gebühren zustand, und andererseits Gebräuche und Geschehnisse aus seiner Amtszeit wiedergab. Die Chronik wird bis heute fortgeführt. Sie ist auch Grundlage der Festschrift von 2018.

### Pastoren seit der Reformation
Die Liste der Pastoren seit der Reformation ist bis Nr. 8 der Chronik des Deezbüller Pastor Peter Petrejus entnommen, danach folgt sie dem Archivum.
1. Herr Bertlef
2. Herr Peter
3. Herr Jasper († 1538)
4. Herr Berend Petri
5. Herr Claus
6. Herr Karsten
7. Herr Joachim († 1547)
8. Herr Nicolaus Petri (1548/50–† 1601/3)[19]
9. Christian Petrejus war ab etwa 1603 Pastor in Emmelsbüll.
10. Christian Petrejus der Jüngere († 1664), der Sohn des vorherigen. Beide waren zusammen ungefähr 62 Jahre lang Pastoren in Emmelsbüll. Während seiner oder seines Vaters Zeit wurde die Kanzel hergestellt.
11. Ernestus Friedlieb (1665–1693) stammte aus der Grafschaft Oldenburg und war 1662–1665 Hofprediger der Gräfin von Ostfriesland gewesen.
12. Matthias Henck (1693–† 1727) legte das Archivum an, führte den Klingelbeutel „zugunsten der Armen“ ein und veranlasste die Anschaffung des barocken Altars.
13. Nicolaus Fabricius (1727–† 1771) war Pastor zur Zeit des Kirchenneubaus. Er war mit Hencks Tochter verheiratet.
14. Gotthelf Johannes Schmid (1773–1781) wurde anschließend Propst von Tondern.
15. Moritz Carstens (1781–† 1807)
16. Johann Martin Zoëga (1808–1821) wurde anschließend Pastor von Tinglev.
17. Hans Peter Lorenzen (1821–1847)
18. Gustav Ferdinand Jacobsen (1848–1871)
19. Friedrich Adolf Nissen (1872–1877) wurde anschließend Hauptpastor in Eckernförde.
20. Nis Nissen (1877–1892) wurde anschließend Propst in Leck.
21. Peter Petersen (1892–† 1912) war vorher Pastor in Simonsberg gewesen. Er verfasste einen Aufsatz über seinen Vorgänger Henck.[17]
22. Christian Eduard Arnold Haustedt (1914–1927) berichtete im Archivum über die antidänische Stimmung vor der Volksabstimmung in Schleswig 1920.
23. Georg Paysen-Petersen (1928–1935) war das erste NSDAP-Mitglied in Emmelsbüll, überwarf sich dann aber mit den örtlichen Parteifunktionären und schied aus dem Dienst.
24. Harald Martens (1936–1952) war 1941–1945 Soldat.
25. Hans Rackow (1952–1975)
26. Maren Brückner (1976–1996) war nach der Fusion der Kommunalgemeinden Emmelsbüll und Horsbüll auch für die Horsbüller Kirchengemeinde zuständig. Sie veranlasste, dass die Kirche den Namen Rimbertikirche erhielt.
27. Bernd-Holger Janssen (1996–2008) ist Urenkel von Peter Petersen (1892–1912). Er war seit 2000 zusätzlich Pastor von Neugalmsbüll.
28. Walter Christen (2008–2015) erhielt 2012 als vierte Kirchengemeinde Klanxbüll hinzu. Im selben Jahr fusionierten die Kirchengemeinden Emmelsbüll und Neugalmsbüll.
29. Sören Zastrow (2016–2017)
30. Gerald Rohrmann (seit 2018)

Neben dem Pastor gab es bis 1638 einen Diakon genannten zweiten Prediger, der jedoch so schlecht bezahlt wurde, dass die meisten nur kurz blieben. Von einem von ihnen, „Herrn Nicolaus, Nis Clixbülls Sohn“, wird berichtet, dass er um die Zeit der Reformation herum Seeräuber wurde und auf dem Schafott endete.